# Purple Lamp
Purple Lamp GmbH (раніше Purple Lamp Studios) — австрійський розробник відеоігор зі штаб-квартирою у Відні. Її як незалежну компанію заснували у 2018 році колишні співробітники збанкрутілої Sproing Interactive. Вони також придбали права на бренд Sproing і деякі ігри, створені ними раніше.
У листопаді 2020 року компанія була придбана Embracer Group і стала дочірньою компанією їх оперативної групи THQ Nordic.

## Розроблені відеоігри
| Рік  | Назва                                                        | Платформи                                                                            | Видавці                | Примітки            |
| ---- | ------------------------------------------------------------ | ------------------------------------------------------------------------------------ | ---------------------- | ------------------- |
| 2020 | Sea of Thieves                                               | Windows                                                                              | Xbox Game Studios      | Steam порт          |
| 2020 | SpongeBob SquarePants: Battle for Bikini Bottom – Rehydrated | Amazon Luna, Android, iOS, Nintendo Switch, PlayStation 4, Stadia, Windows, Xbox One | THQ Nordic, HandyGames |                     |
| 2022 | The Guild 3                                                  | Windows                                                                              | THQ Nordic             | спільно з GolemLabs |
| 2023 | SpongeBob SquarePants: The Cosmic Shake                      | Nintendo Switch, PlayStation 4, Windows, Xbox One                                    | THQ Nordic             |                     |
| 2024 | Disney Epic Mickey: Rebrushed                                | Nintendo Switch, PlayStation 4, Windows, Xbox One, PlayStation 5, Xbox Series X/S    | THQ Nordic             |                     |
| ЩНВ  | гра у франшизі Губка Боб Квадратні Штани                     | ЩНВ                                                                                  | THQ Nordic, HandyGames |                     |

### Скасовані
- MisBits (вийшла в ранньому доступі)